# 高凉岭冼太庙
高凉岭冼太庙，位于广东省高州市曹江镇，距离市区16公里，因建于相传为冼夫人屯兵之地的高凉岭上而得名，占地面积3000多平方米，主体建筑三间两进，东西两侧分别建有文武庙和普宁寺，为高州市文物保护单位。

## 简介
高凉岭冼太庙原为冼夫人屯兵营部外立的奉祀牌位，唐代后始建为庙，明朝初年迁建于高凉岭，曾几度兴废，文革期间被拆毁，现时建筑为1990年重建而成。
冼太庙正门门眉上方镶嵌着清同治帝御赐金字匾额“敕封护国慈佑高凉郡主冼太夫人庙”，正门两侧对联为“慈母本慈心遗爱与高凉万古，佑民兼佑国丰功著纲目三书”。冼庙正殿设有神衾，神衾两边雕刻有“百鸟归巢”龙柱及花柱，案台摆放有冼夫人在高凉岭屯兵镇守时使用过的各种兵器。神衾左侧设有东方崖松土主，右侧是冼夫人的三位得力将士。庙内西侧墙壁镌刻有《题高凉冼庙诗》诗碑，引用自北宋著名诗人苏轼当年被贬海南时，拜谒冼夫人庙所作的《和陶拟古九首·其五》。庙前有碑廊，记录历代赞颂冼夫人的题记、诗句。